# Cyphura mundaria
Cyphura mundaria är en fjärilsart som beskrevs av Walker. Cyphura mundaria ingår i släktet Cyphura och familjen Uraniidae. Inga underarter finns listade i Catalogue of Life.